# Prothèse (liturgie)
Pour les articles homonymes, voir Prothèse.
La prothèse (du grec ancien : προθεσις : prothésis : « placé avant, présenté ») est, dans les Églises d'Orient — Églises orthodoxes et Églises catholiques de rite byzantin — le lieu et le rituel de préparation des Saints Dons avant leur bénédiction lors de la Divine Liturgie.
On utilise également le terme Proscomidie (du grec ancien : προσκομιδή, proscomidê : « apporter, transporter ») pour désigner le même rituel et les deux termes sont employés comme synonymes.
La table sur laquelle les Saints Dons sont préparés est appelée Table de prothèse ou Proscomidiaire.